# Sergio Stefanutti
Sergio Stefanutti (1906-1992) est un ingénieur aéronautique italien.

## Avant la Seconde Guerre mondiale
Sergio Stefanutti est né à Udine le 27 septembre 1906. Après avoir obtenu un diplôme d’ingénieur en mécanique industrielle à l’Université de Padoue en 1929, puis un diplôme d’ingénieur aéronautique à Rome en 1931, il intègre la Regia Aeronautica. Officier du Génie aéronautique, il est affecté à la Direction de la Construction au Ministère de l’Aéronautique. Il y dessine un monoplan qui intéresse Gianni Caproni, mais son travail au ministère l’incite à collaborer avec une entreprise proche de Rome. Il choisit donc SAI Ambrosini, pour laquelle il réalise le monoplan de tourisme SAI 7. Un record international de vitesse en circuit fermé sur 100 km attira l’attention de la Regia Aeronautica sur cet appareil dont seront dérivés les chasseurs  SAI 107, SAI 207 et SAI 403 Dardo.

## Durant la Seconde Guerre mondiale
Quand l’Italie entre en guerre il est affecté au Secrétariat Technique de l’État-Major, où il réalise des modifications du Macchi MC.200 puis une nouvelle aile pour le Savoia S.79. Il préside également la commission supervisant les essais du Caproni-Campini CC.2. En 1942 il participe à des projets d’avions radioguidés et fin 1944 réalise la conversion du Fiat G-55 en avion torpilleur, version testée en mars 1945 par Adriano Mantelli à Lonate Pozzolo.

## Après la Seconde Guerre mondiale
En 1946 il quitte le service actif et continue à collaborer avec Ambrosini en prenant la direction technique de Stabilimento Costruzioni Aeronautiche (SCA) à Guidonia. Il y réalise en particulier le planeur Ambrosini Canguro, et dessine les chasseurs à réaction Aerfer Sagittario 2 et Aerfer Ariete. Il réintègre le Corps du Génie Aéronautique en 1959 avec le grade de Colonel. Assigné au Centre Consultatif d’Essais et de Recherches. Il y travaille sur un convertible quadrirotor, le Ce.Co.2.
Sergio Stefanutti est décédé en 1992.